# Pfarrkirche Brand im Brandnertal

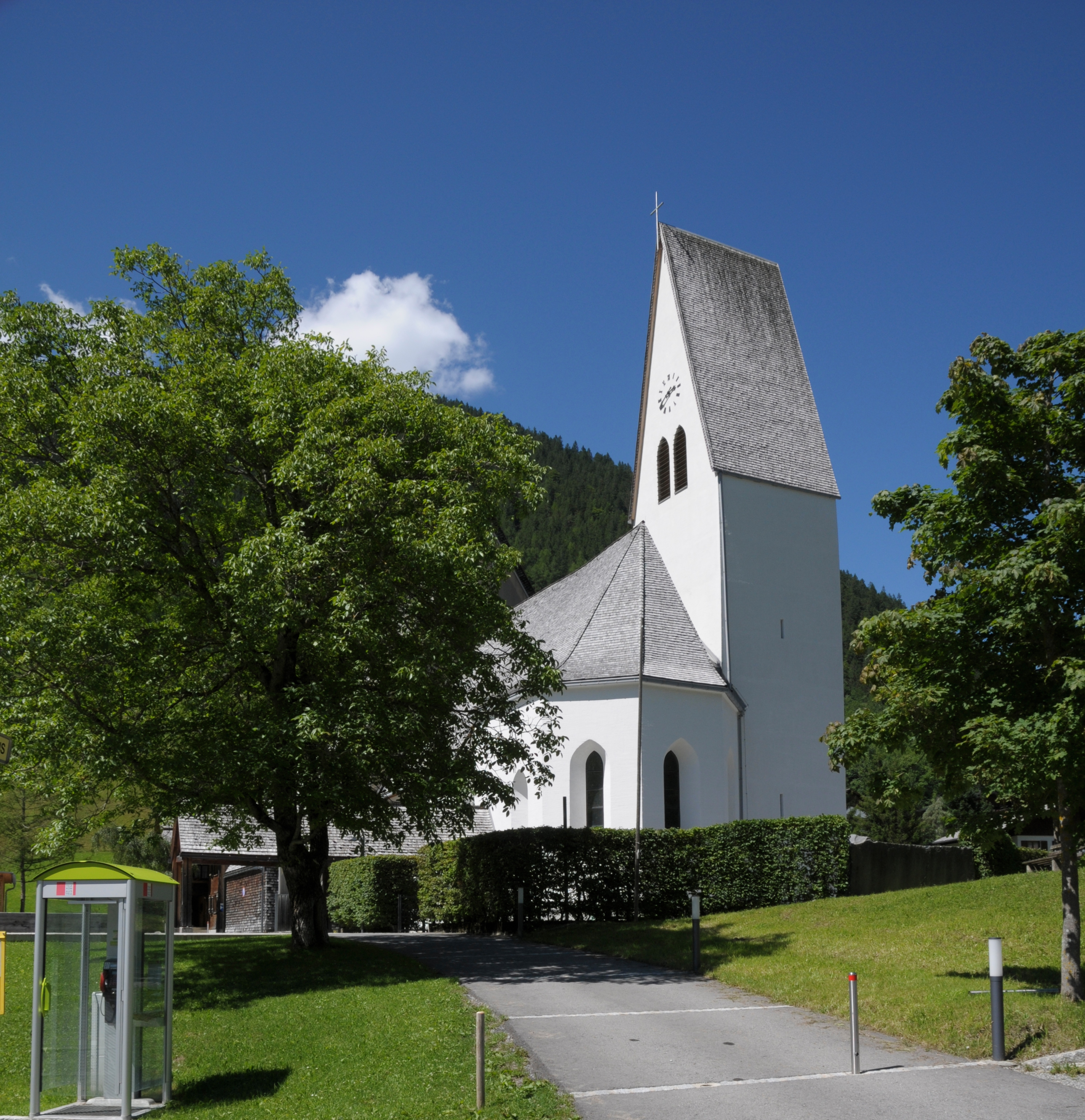
Pfarrkirche Mariä Himmelfahrt

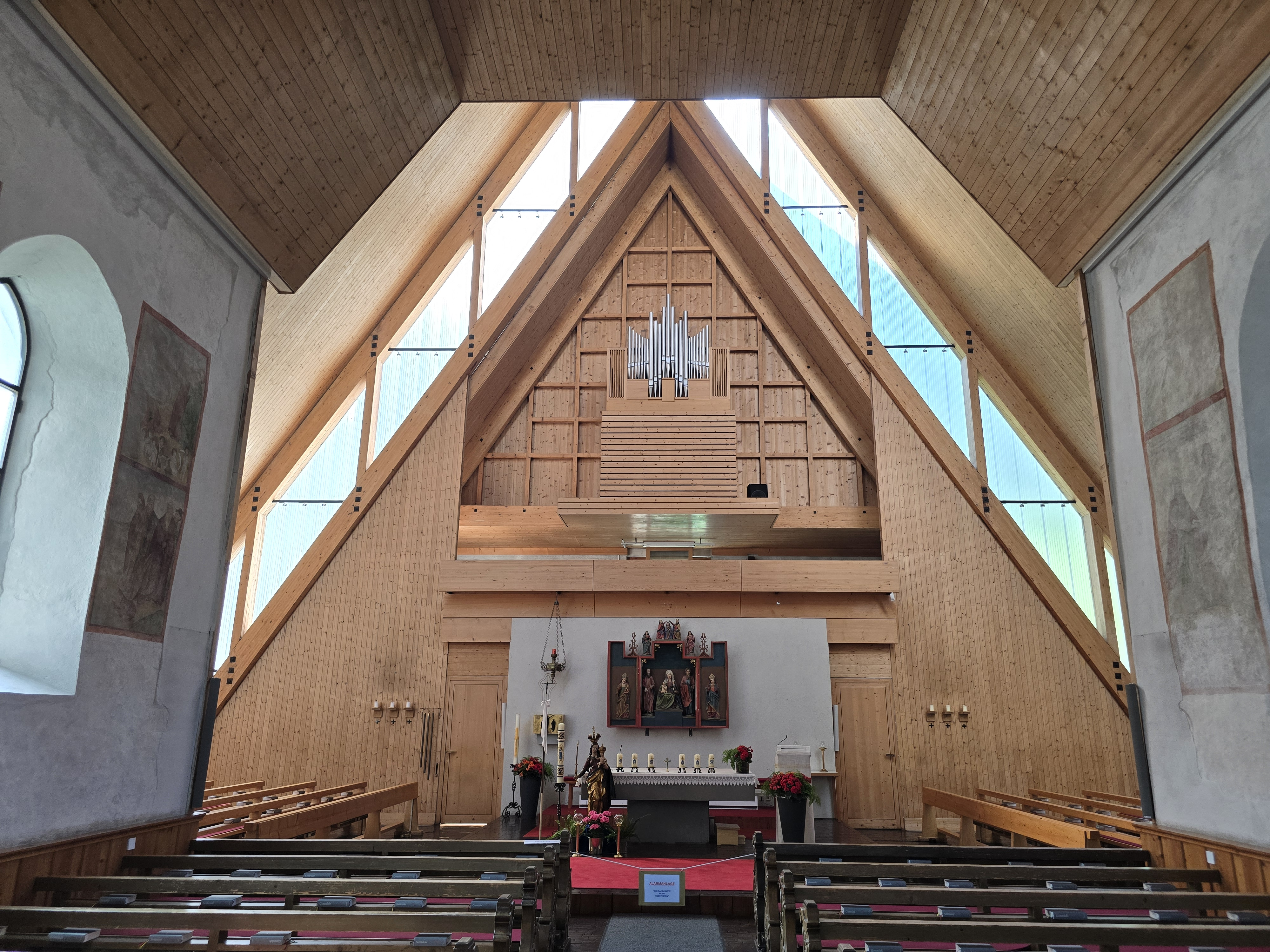
Langhaus, Blick zur modernen Altarwand

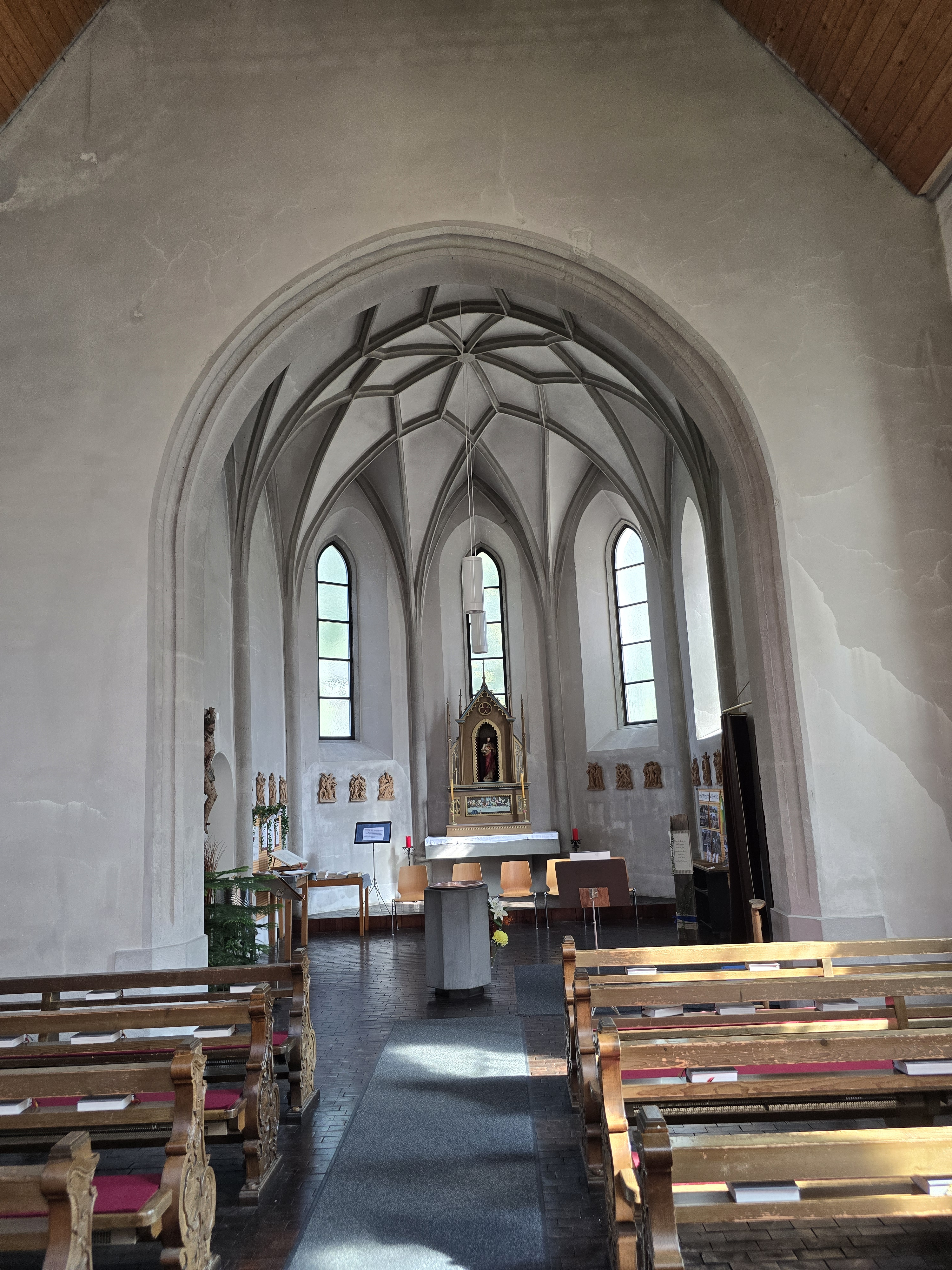
Blick in den gotischen Chor

Die römisch-katholische Pfarrkirche Brand im Brandnertal steht in der Gemeinde Brand im Brandnertal in Vorarlberg. Die Pfarrkirche Mariä Himmelfahrt gehört zum Dekanat Bludenz-Sonnenberg in der Diözese Feldkirch. Die Kirche und der nördliche Friedhof stehen unter Denkmalschutz.

## Geschichte
Urkundlich wurde 1410 eine Kapelle Unserer Lieben Frau genannt. 1476 wurde ein Priester erwähnt. Ein 1507 geweihter Neubau wurde 1617 de facto und 1727 de jure zur Pfarrkirche erhoben. Die gotische Kirche wurde von 1961 bis 1966 mit einem Zubau der Moderne nach den Plänen der Architekten Helmut Eisentle, Bernhard Haeckel und Leopold Kaufmann ergänzt. Auf dem Friedhof im Norden der Kirche steht eine Aufbahrungshalle aus dem Jahr 1961.

## Architektur
Das gotische Langhaus mit einem eingezogenen Chor kann im Süden durch ein Vorzeichen betreten werden. Der Turm auf der Nordseite des Chors, seit 1902 mit einem Spitzhelm versehen, erhielt 1964 wieder ein steiles Satteldach. Das breite moderne Langhaus als hoher Bau unter einem steilen Satteldach mit einer angebauten Sakristei steht quer zum alten Langhaus.
Der einjochige Chor mit einem Fünfachtelschluss hat ein einfach gekehltes Netzrippengewölbe auf Halbsäulen und zwei runde Schlusssteine, Spitzbogenfenster und links eine Rundbogenöffnung zum Turm. Das Erdgeschoß des Turms mit einem Tonnengewölbe wird als Beichtkapelle genutzt. Der leicht eingezogene Triumphbogen ist gekehlt. Das schmale gotische Langhaus hat eine neue trapezförmige Holzdecke und beidseits je zwei Spitzbogenfenster. Das Langhaus der Moderne ist ein Betraum mit einem eigenen Altarraum unter einem Satteldach.
Gotische Fresken im alten Langhaus wurden 1942 vom Maler und Restaurator Toni Kirchmayr freigelegt. Sie zeigen links die Heiligen Margaretha, Barbara und Katharina, darunter Anna mit Maria und zwei Stifter mit dem Brandis-Wappen; in der Mitte sind drei Heilige, darunter die Immaculata, und rechts Christus in der Vorhölle, darunter vier Figuren zu erkennen; an der Nordwand kann man links oben eine verblasste Figur sehen, darunter den Auferstandenen mit Maria Magdalena und rechts eine Verkündigung sowie vier Nothelfer, alle um 1500.

## Ausstattung
An der Altarwand ist eine Figurengruppe Kreuzigung mit Maria und Johannes aus Feldkirch um 1480 angebracht. Den Tabernakel mit einem Altarkreuz schuf Franz Steurer (1964). Die Figur Maria mit Kind um 1500 wurde aus der ehemaligen Daleukapelle hierher übertragen. Das Gnadenbild Maria mit Kind der Rosenkranzbruderschaft aus 1667 ist in Verwahrung. . In der Beichtkapelle befindet sich eine Pietà aus der Mitte des 19. Jahrhunderts. Die Kreuzwegstationen sind Reliefs.
Ein gotischer Seitenaltar hl. Fidelis stand bis 1868 im Kapuzinerkloster Feldkirch, ab 1910 in der Kapelle im Kehr in Feldkirch, und wurde 1970 in die Pfarrkirche Brand übertragen und in der Sakristei aufgestellt. Er trägt mittig die Figuren Anna selbdritt und seitlich Josef und Joachim; an den Flügelinnenseiten sind die Relieffiguren Nikolaus und Theodul zu sehen und an den Flügelaußenseiten das Bild Verkündigung Mariens vom Maler Hans Rabensteiner aus dem Anfang des 20. Jahrhunderts. Im Gesprenge befindet sich mittig die Figur Krönung Mariens, links die hl. Katharina und rechts die hl. Barbara. Altar und Figuren stammen vom Anfang des 16. Jahrhunderts.
Die Orgel von Anton Behmann aus dem Jahr 1889 wurde 1962 von Orgelbauer Edmund Hohn umgebaut und ist mit neuem Orgelprospekt an der Altarrückwand über dem Altar angeordnet. Sie verfügt über sieben Register auf einem Manual und Pedal mit folgender Disposition:
- Manual (C-f³): Principal 8', Gamba 8', Salicional 8', Gedeckt 8', Flöte 4', Mixtur 3 fach (4').
- Pedal (C-f¹): Subbaß 16'.[1]

Im Kirchturm hängt ein sechsstimmiges Glockengeläut von 1977 aus der Glockengießerei Grassmayr (Innsbruck) mit den Schlagtönen des′ – es′ – f′ – as′ – b′ – des″.

## Nachweise
1. ↑  Orgel Databank: Brand im Brandnertal, Katholische Pfarrkirche Mariä Himmelfahrt
2. ↑  Brand (Vorarlberg), Geläute der Pfarrkirche Mariä Himmelfahrt auf youtube.com

Koordinaten: 47° 6′ 13,4″ N, 9° 44′ 15″ O